# Šahovska olimpijada 1988.
28. Šahovska olimpijada održana je 1988. u Grčkoj. Grad domaćin bio je Solun.

## Poredak osvajača odličja
| Mj. | Država     | Bodova | Igrači |
| --- | ---------- | ------ | ------ |
| 1.  | SSSR       | 40,5   |        |
| 2.  | Engleska   | 34,5   |        |
| 3.  | Nizozemska | 34,5   |        |

| Pobjednici              |
| ----------------------- |
| SSSR Sedamnaesti naslov |